# Ali Laridżani

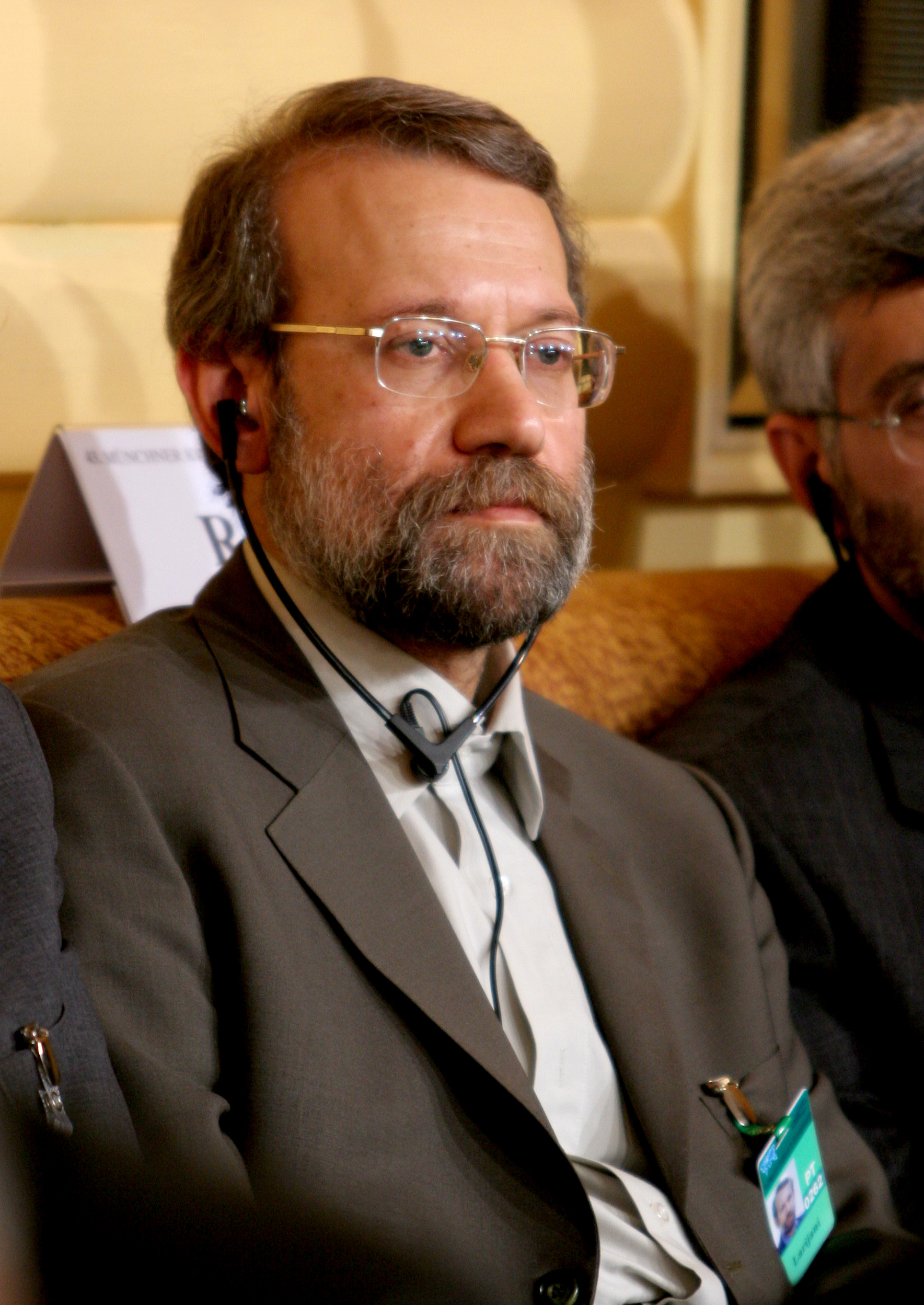
Ali Laridżani podczas obrad Monachijskiej Konferencji Polityki Bezpieczeństwa (2007)

Ali Laridżani (ur. 1958 w An-Nadżafie) – irański polityk konserwatywny, od 2008 do 2020 przewodniczący Islamskiego Zgromadzenia Konsultatywnego.

## Życiorys
Jest jednym z pięciu synów ajatollaha Mirzy Haszema Amoliego, bliskiego współpracownika Alego Chameneiego. Urodził się w An-Nadżafie w Iraku, dokąd jego ojciec emigrował przed prześladowaniami ze strony szacha Mohammada Rezy Pahlawiego. W 1961 rodzina Laridżanich wróciła do Iranu. Ali Laridżani ukończył studia w zakresie matematyki i informatyki na Uniwersytecie Technologicznym w Teheranie. Następnie obronił doktorat w dziedzinie filozofii. 
Nie brał udziału w rewolucji islamskiej w 1979. Zaciągnął się natomiast do Korpusu Strażników Rewolucji Islamskiej, w którym został jednym z najwyższych dowódców. Odszedł ze służby w latach 80. i pełnił następnie różne stanowiska ministerialne. W 1992 został ministrem kultury i islamskiego przewodnictwa, zastępując zbyt liberalnego, w ocenie prezydenta Alego Akbar Haszemiego Rafsandżaniego, Mohammada Chatamiego. W ciągu dwóch lat kierowania ministerstwem wzmocnił cenzurę. Następnie był dyrektorem państwowego koncernu medialnego IRIB. Kierując do 2004 państwowymi mediami, prowadził kampanię propagandową przeciwko reformom wdrażanym i proponowanym przez prezydenta Mohammada Chatamiego. Następnie wykładał filozofię na Uniwersytecie Teherańskim.
W 2005 bez powodzenia startował w wyborach prezydenckich w Iranie.
Był głównym negocjatorem irańskim w rozmowach dotyczących programu nuklearnego Teheranu. Stanowisko to otrzymał po zwycięstwie Mahmuda Ahmadineżada w wyborach prezydenckich w Iranie w 2005, zastępując Hasana Rouhaniego. Zrezygnował  w październiku 2007 z powodu różnic poglądów z prezydentem. Równocześnie był sekretarzem Najwyższej Rady Bezpieczeństwa Narodowego. Następnie wszedł do Rady Korzyści. 
W 2008 z powodzeniem startował w wyborach parlamentarnych, następnie mianowano go przewodniczącym Islamskiego Zgromadzenia Konsultatywnego. Chociaż zaliczany jest do konserwatystów, wielokrotnie występował z krytyką Mahmuda Ahmadineżada.

## Rodzina
Żonaty z córką ajatollaha Mortezy Motahhariego.